# Салмандаєво
Салманда́єво (рос. Салмандаево, марій. Микор) — присілок у складі Гірськомарійського району Марій Ел, Росія. Входить до складу Пайгусовського сільського поселення.

## Населення
Населення — 135 осіб (2010; 160 у 2002).
Національний склад (станом на 2002 рік):
- гірські марійці — 99 %